# فرشاة هوائية

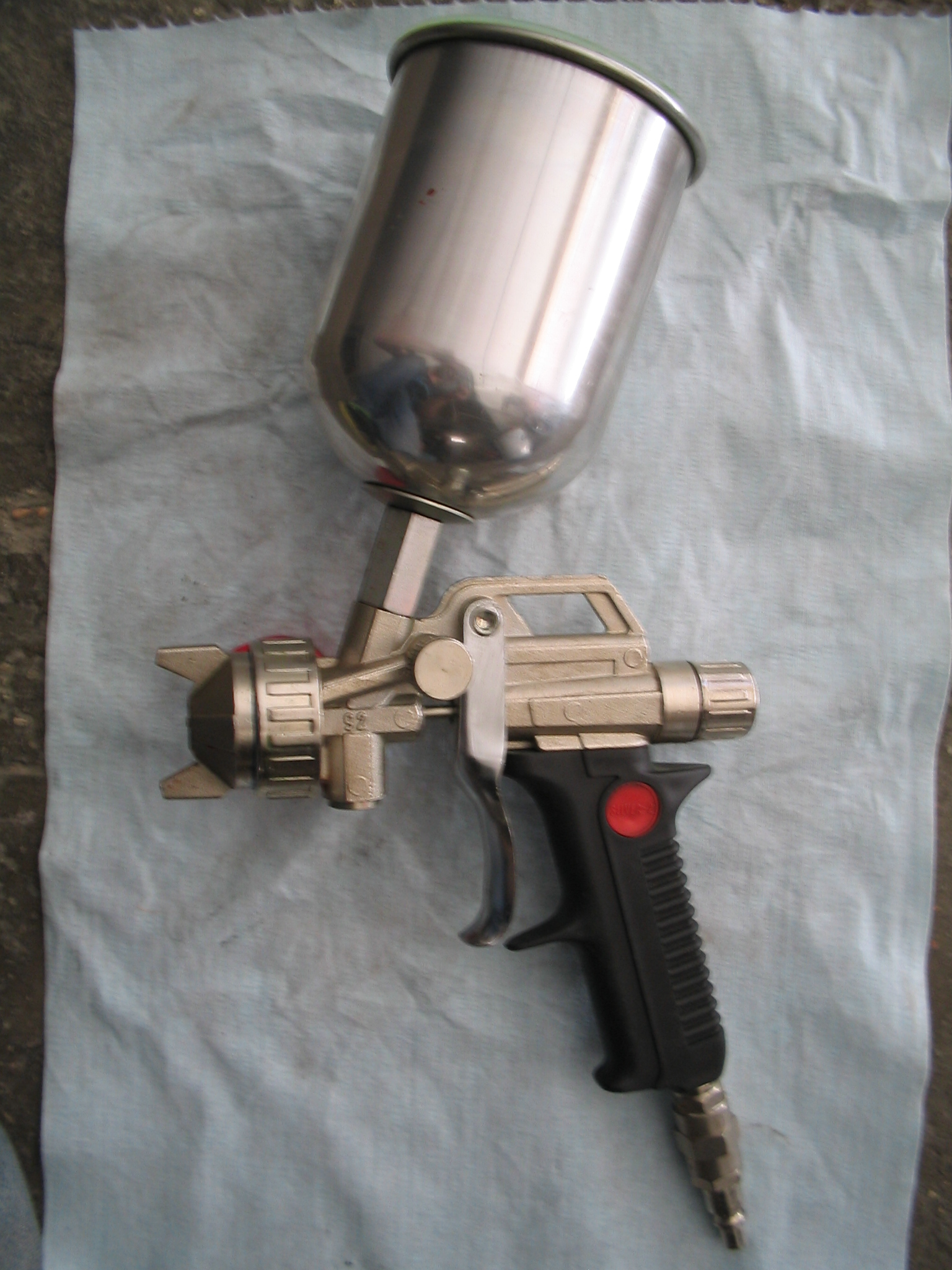
مسدس بخاخ

فرشاة هوائية (أو بخاخة) هي جهاز صغيرة لرش ألدهان يعتمد بعمله على الهواء ألمضغوط، تستخدم لرش الحبر والأصباغ، وغالبا ما يرسم بها من خلال عملية الرذاذ.